# Bronisław Sadowy
Bronisław Sadowy (ur. 22 lipca 1925, zm. 27 grudnia 1984) – polski nurek.

## Życiorys
Urodził się 22 lipca 1925 jako syn Józefa. Pracował jako nurek Polskiego Ratownictwa Okrętowego. Zmarł 27 grudnia 1984 i został pochowany na Cmentarzu Łostowickim w Gdańsku. Był żonaty, miał dzieci.

## Filmografia
- Wrak (1954, scenariusz i reżyseria: Stanisław Możdżeński), w roli samego siebie
- Wraki (1956, scenariusz i reżyseria: Czesław Petelski, Ewa Petelska, na podstawie powieści Janusza Meissnera), konsultacja[5]

## Odznaczenia
- Order Sztandaru Pracy II klasy (21 września 1951, za zasługi położone dla Narodu i Państwa w dziedzinie żeglugi)[6]
- Złoty Krzyż Zasługi (10 lipca 1954, za zasługi w pracy zawodowej w dziedzinie żeglugi)[7]